# Vベルト

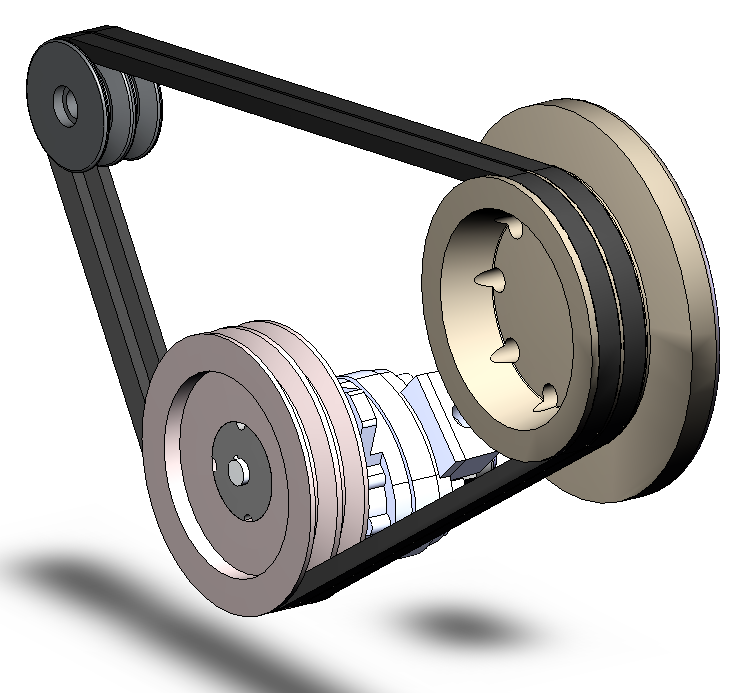
vee belt模式図

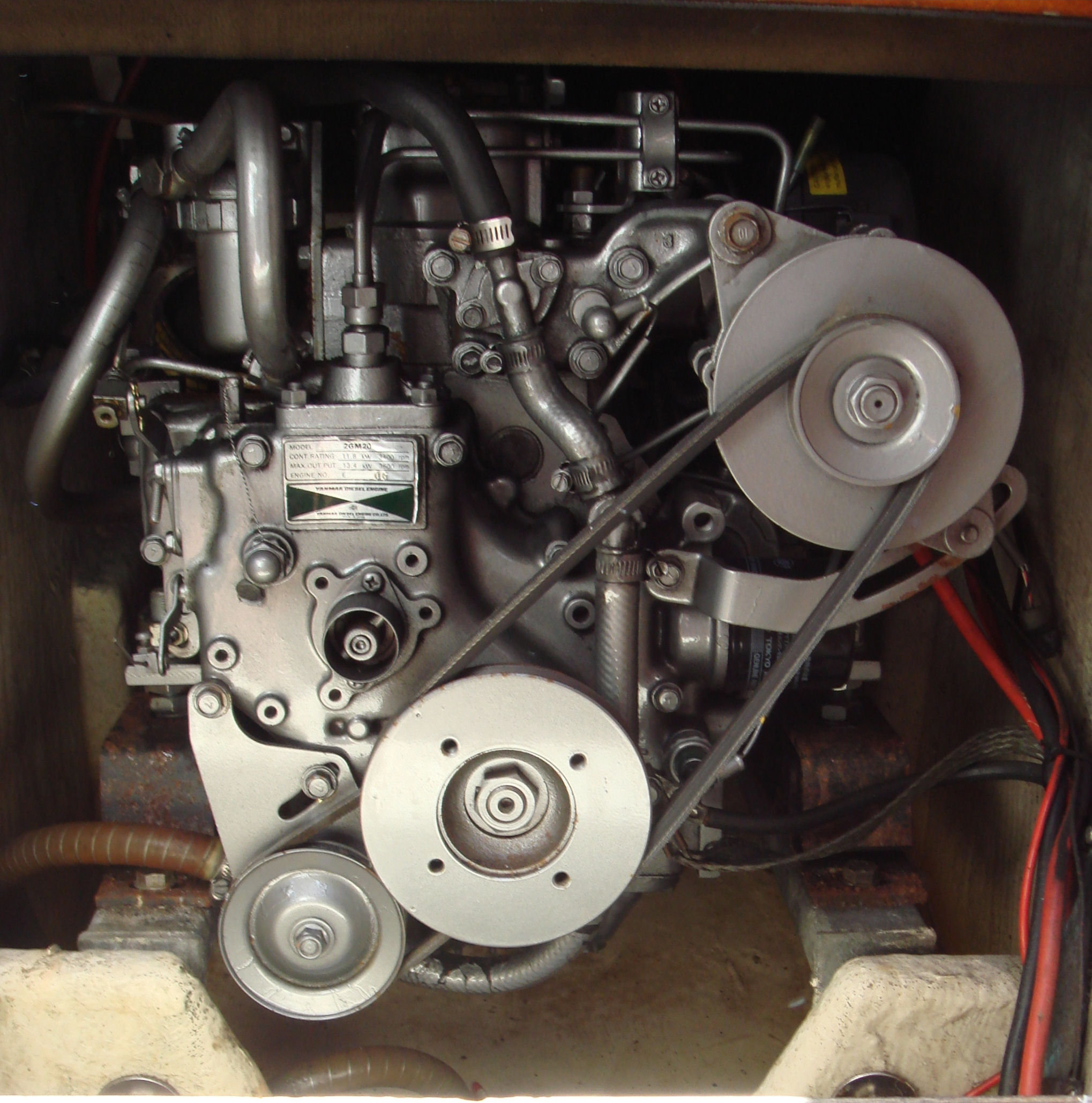
エンジンでの使用

Vベルト（ぶいべると・英語表記Vee belts）は、ローラーチェーンや歯付ベルトなどと同じ巻掛け伝動装置の一種で、動力の伝達に摩擦力を使う（摩擦伝動）ベルトドライブ（回転型の動力伝達機構）の一種である。ベルト断面の外周側が広く内周側が狭いため、台形を逆さにした形状（V字形状）をしている。動力伝達手段として自動車や工業機械などに広く普及しているベルトである。

## Vベルトの特徴
摩擦伝動には平ベルトとVベルトがあるが、Vベルトはその形状による接触面積の大きさとくさび作用によって、同一幅の平ベルトよりも強い摩擦力を発生する。そのため平ベルトよりすべりが少なく大きな伝達能力を発揮する。ベルトのV字角は通常40°である。ベルトの構造は　まず幅広い上部に強靭な紐（心線）をゴムで固めた構造があり、その内周側（V字の下のほう）はプーリーでの曲げに対応する柔軟なゴム（下ゴム）があり、ベルトの上下はゴムで固めた布でおおわれている。摩擦力を確保するため駆動軸と従動軸の間に一定の張力をかける必要があり、軸受に余分な負担がかかる。
ベルトの高さを確保し、接触面積を増やしたものがある。高さによる曲げ損失を抑えるため、内側に切り込みを入れたコグベルト／ノッチベルトもある（歯付ベルトとは異なる）。

## 標準規格
- M 幅9.5 mm　高さ5.5 mm　最小プーリー（データム径）50 mm　互換規格K,3V
- A 幅12.7 mm　高さ8.0 mm　最小プーリー（データム径）95 mm
- B 幅16.5 mm　高さ10.3 mm　最小プーリー（データム径）150 mm　互換規格5V
- C 幅22.2 mm　高さ13.5 mm　最小プーリー（データム径）不明
- 円周長は、有効径（データム径）で表す。単位はインチ。

## 他の巻掛け駆動との比較
代表的な巻掛け駆動であるローラーチェーンおよび歯付ベルトと比較すると下記の特徴がある。
- 同期性に欠け伝動効率はやや悪いが、衝撃や過剰な応力がかかった場合にはスリップすることで機械を保護する。
- 歯付きベルトと同じくゴム製であるため、ローラーチェーンに比べて騒音が少ないが高温には適さない。また保守に潤滑の必要はないが、逆に油脂類が付着すると劣化が早まる。とくにVベルトは摩擦伝動のため水や油の付着は性能低下に直結する。
- 直交する軸同士でも使えるなど、機械のレイアウトの自由度はローラーチェーンより高い。ベルトが厚いものは曲げにくく、薄いものに比べれば軸間を必要とする。
- 高速運転適性は、ローラーチェーンよりは良いが、歯付きベルトに比べると劣る。

## 自動車以外での使用例
- 農業機械
- 自転車
- スクーター - 無段変速機のほとんど。自動車用など耐高負荷用途では金属のコマ（エレメント）を連ねた金属ベルトが使用され、引張りではなく、押す方向で力を伝達する。
- その他、軽負荷伝動から高負荷伝動までのさまざまな機械に用いられている[4]。